# Otto Voge
Otto Voge (* 1419; † 22. August 1475 in Stralsund) war ein deutscher Politiker. Er war 27 Jahre lang Bürgermeister der Hansestadt Stralsund.

## Leben
Voge wurde als Sohn des Bürgermeisters Nikolaus Voge geboren und gehörte somit einer alten Stralsunder Familie an, die seit 1313 im Rat nachweisbar ist.
Otto Voge war seit 1432 Mitglied des Stralsunder Rates. Er wurde 1443 zum Bürgermeister gewählt und erwarb sich große Verdienste um die Verwaltung und Befestigung der Stadt. Er vermittelte im Erbstreit zwischen Wartislaw IX. und Mecklenburg und setzte beim pommerschen Herzog, als dem Landesherren der Hansestadt Stralsund, 1452 das „Goldene Privileg“ durch.
Eine Verschwörung Wartislaws IX. zu seiner Absetzung 1453 wurde Voge bekannt, worauf er auf dem versammelten Landtag den Herzog und dessen Vogt Raven Barnekow seinerseits der Verschwörung anklagte. Da Stralsund die Gerichtsbarkeit über die hier begangenen Taten oblag, ließ er Barnekow einsperren und nach der Verurteilung hinrichten. Der Herzog sowie die Familie Barnekow, aber auch die drei Hansestädte Anklam, Greifswald (besonders Bürgermeister Heinrich Rubenow) und Demmin wandten sich gegen diese Entscheidung Voges, die auch den Wechsel der Landesherrschaft gemäß der erteilten Privilegien denkbar erscheinen ließ.
Die Stimmung in Stralsund richtete sich wegen dieser Feindschaften und einer bereits vorher von Voge eingeführten Steuer gegen ihn. Er musste 1453 die Stadt verlassen und begab sich nach Kolberg, später in die Obhut des dänischen Königs Christian I. Vom Rat der Stadt Stralsund wurde er verfestet. Neuer Bürgermeister wurde Evert von Hudessem. Die neue Führung Stralsunds unterstützte nun Herzog Wartislaw IX. in seinem Krieg mit Mecklenburg, den die pommersche Seite aber verlor.
Es kam zu langwierigen Verhandlungen über das Schicksal Voges und den Streit der Familie Barnekow mit Stralsund, in denen auch Kaiser Friedrich III. angerufen wurde. Als Wartislaw IX. starb und seine Söhne, die Herzöge Erich II. und Wartislaw X., Stralsunder Kaufleute überfielen, wurde Otto Voge am 11. März 1458 vom Rat der Stadt in Ehren in die Stadt zurückgerufen und wieder als Bürgermeister eingesetzt. Im Jahre 1470 vermittelte Herzog Erich II. schließlich einen Vergleich zwischen der Familie Barnekow und der Stadt Stralsund.
An Voge erinnert heute die Otto-Voge-Straße in Stralsund.